# Campoplex eudoniae
Campoplex eudoniae är en stekelart som beskrevs av Horstmann och Yu 1999. Campoplex eudoniae ingår i släktet Campoplex och familjen brokparasitsteklar. Inga underarter finns listade.